# Harald Sæverud

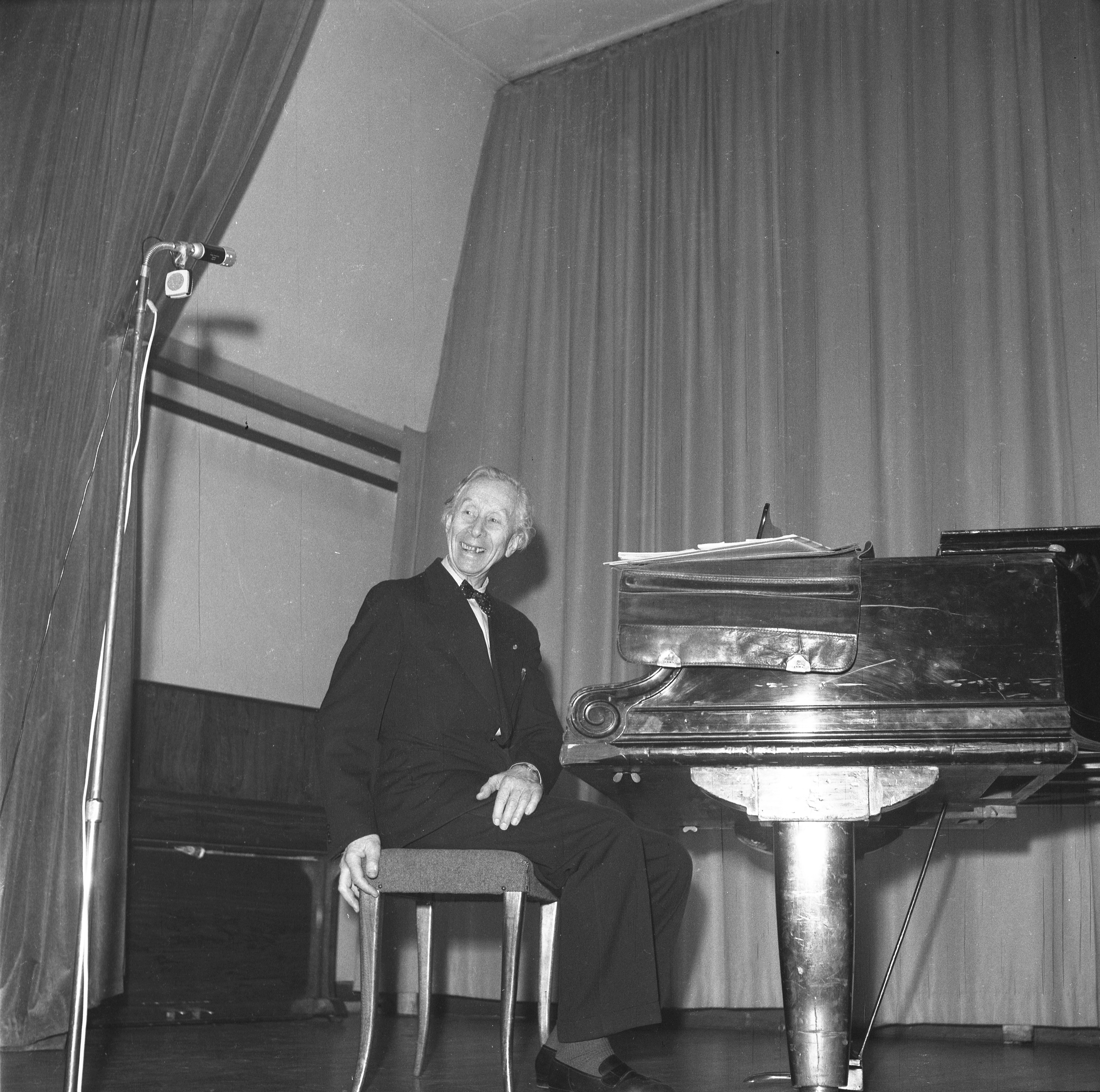
Harald Sæverud (1967)

Harald Sigurd Johan Sæverud (n. 17 aprilie 1897, d. 27 martie 1992) a fost un compozitor neoclasic norvegian.
Sæverud s-a născut la Bergen, unde a urmat cursurile Conservatorului, specialitatea pian și teorie muzicală. După absolvire, studiază la Berlin (1920-1921) și Paris (1925).
La vârsta de 15 ani i se cântă prima compoziție în public, Huldredans Jonsokknatt, iar la vârsta de 24 de ani i se cântă prima simfonie la Berlin.
Compozițiile sale cele mai cunoscute sunt probabil muzica pentru piesa lui Henrik Ibsen Peer Gynt, și compozițiile Rondo Amoroso și Balada revoltei ("Kjempeviseslåtten" în norvegiană)- ultima, o compoziție în două versiuni: una pentru pian și una pentru orchestră simfonică, compusă între 1942-1944, când Norvegia era ocupată de Germania nazistă.
Lucrările sale timpurii au o coloratură de romantism târziu, dar ulterior și-a creat un stil propriu, bazat uneori pe șșforme clasice care amintesc de Joseph Haydn sau Wolfgang Amadeus Mozart. Muzicologul Lorentz Reitan îi descrie muzica în felul următor: "Simfoniile sale, de exemplu, sunt studii ale formei muzicale: dezvoltare tematică/a motivului în raport cu regulile și logica proprie a materialului. Forme clasice precum sonate sau fugi sunt pentru el, într-o perspectivă mai largă, mai degrabă principii precumpănitoare decât șabloane care trebuie urmate, iar cercul pe care îl face în jurul construcțiilor muzicale dă deseori muzicii sale o calitate abstractă."
Harald Sæverud este tatăl compozitorului Ketil Hvoslef (născut Ketil Sæverud, 1939) și bunicul dirijorului și violonistului Trond Sæverud (n. 1962).

## Compoziții (selecție)
- Fem Capricci for piano, op. 1
- Sonate for piano i g-moll, op. 3
- Symfoni nr. 2, op. 4
- Symfoni nr. 3, op. 5
- Pianosuite, op. 6
- Konsert for cello, op. 7
- 50 variazioni piccole, op. 8
- Lucretia-Suite, op. 10
- Symfoni nr. 4, op. 11
- Divertimento 1, op. 13
- Lette stykker for klaver, op. 14
  - 7. Rondo amoroso
- Gjætlevise-variasjoner, op. 15
- Symfoni nr. 5, op. 16
- Siljuslåtten, op. 17
- Lette stykker for piano, op. 18
- Sinfonia Dolorosa, op. 19
- Galdreslåtten, op. 20
- Slåtter og stev fra Siljustøl, 1. suite for piano, op. 21
- Slåtter og stev fra Siljustøl, 2. suite for piano, op. 22
  - V. Kjempeviseslåtten
- Romanza, op. 23
- Slåtter og stev fra Siljustøl, 3. suite for piano, op. 24
- Slåtter og stev fra Siljustøl, 4. suite for piano, op. 25
- Salme (symfoni nr. 7), op. 27
- Peer Gynt Suite I for piano, op. 28 nr. 1
- Peer Gynt Suite II for piano, op. 28 nr. 2
- Seks sonatiner for klaver, op. 30
- Pianokonsert, op. 31
- Fuglefløytvariasjoner for piano, op. 36
- Violinkonsert, op. 37
- Symfoni nr. 8, «Minnesota», op. 40
- Entrata regale, op. 41
- Grazietta for piano, op. 42
- Konsert for fagott, op. 44
- Symfoni nr. 9, op. 45
- Bryllupsmarsj til Sveinung for piano, op. 46
- Sonata Giubilata, op. 47
- Fanfare og hymne, op. 48
- Fabula gratulatorum for piano, op. 51

## Premii
- Cavaler cl. I al Ordinului Sf. Olaf (1957) și Comandor al aceluiași ordin (1977)

- Premiul de excelență al Consiliului artelor din Norvegia (1979)

- Premiul Lindemann (1986)

- Premiul Spellemann (1988)